# 林泰基
林 泰基（はやし やすき、1985年4月26日 - ）は、日本の元ラグビー選手。

## プロフィール
- 大阪府出身。
- ポジションはセンター(CTB)、スタンドオフ(SO)。
- 身長 176cm、体重 85kg
- 日本代表通算キャップ数は3。
- ニックネームは『ヤスキ』。
- ニュージーランドへの留学経験があり、英語が堪能である。
- 植物(塊根植物)をこよなく愛し、毎日の世話は絶対に欠かさない

## 来歴
ラグビーは小学校5年生の時に友人にラグビースクールに誘われて始めた。
2004年、大阪桐蔭高校卒業後、立命館大学に入る。
2008年、立命館大学卒業後にニュージーランドのオールドボーイズに入り、1シーズンプレーした。
2011年、パナソニックワイルドナイツへ加入。同年の11月5日に行われたジャパンラグビートップリーグ第1節のNECグリーンロケッツ戦にて先発出場で公式戦初出場を果たす。
2014年5月3日に行われたアジア5カ国対抗フィリピン戦で日本代表初キャップを獲得した。
2017年、日野自動車レッドドルフィンズに加入。
2021年、現役を引退した。